# Maizières (Alto Marne)
 Maizières  es una comuna y población de Francia, en la región de Champaña-Ardenas, departamento de Alto Marne, en el distrito de Saint-Dizier y cantón de Chevillon.
Su población en el censo de 1999 era de 168 habitantes.
No está integrada en ninguna Communauté de communes o similar.

## Demografía
| 187 | 168 | 145 | 161 | 169 | 168 |
| Para los censos de 1962 a 1999 la población legal corresponde a la población sin duplicidades (Fuente: INSEE [Consultar]) |     |     |     |     |     |